# Pyrestes dohertii
Pyrestes dohertii là một loài bọ cánh cứng trong họ Cerambycidae.